# Ендрю Вейкфілд
Ендрю Джеремі Вейкфілд (англ. Andrew Jeremy Wakefield; нар. 1957) — британський гастроентеролог та медичний дослідник, який був позбавлений медичної акредитації у Великій Британії через шахрайство у дослідженні 1998-го року (опублікованому в медичному журналі «The Lancet») та інші неправомірні дії на підтримку дискредитованої надалі гіпотези про зв'язок між щепленням від кору, краснухи та паротиту (КПК вакцина) та розвитком аутизму та запальної хвороби кишки у дітей.
Після публікації його роботи інші дослідники не змогли відтворити отримані результати або підтвердити його гіпотезу про зв'язок вакцини і аутизму, або аутизму та гастроентерологічних захворювань. У 2004 році розслідування, проведене репортером «Sunday Times» Браяном Діром, виявило невідомий до того кофлікт інтересів зі сторони Вейкфілда, після чого більшість співавторів дослідження відмовились надалі підтримувати його інтерпретацію результатів. Британська Генеральна Медична Рада провела розслідування за звинуваченнями у науковій містифікації проти Вейкфілда та двох його колег. Розслідування зосередилось на численних знахідках журналіста Діра, включаючи виявлені факти проведення непотрібних інвазивних медичних процедур, таких як колоноскопія та люмбальна пункція на дітях, хворих на аутизм, а також те, що Вейкфілд діяв без необхідного етичного дозволу зі сторони інституційної наглядової ради.
28 січня 2010 року трибунал при Генеральній Медичній Раді Великої Британії, у складі п'яти членів, визнав Вейкфілда винним по 36 пунктах обвинувачення, включаючи звинувачення в нечесності та жорстокості щодо дітей з особливими потребами. Трибунал виніс рішення, що Вейкфілд «не виконував свої обов'язки як відповідальний консультант», діяв проти інтересів його пацієнтів, та був «нечесним і безвідповідальним» в опублікованій статті. «The Lancet» повністю відкликав статтю від 1998-го року, опираючись на висновки Генеральної Медичної Ради, зазначивши, що частина рукопису була сфальсифікована. Шеф-редактор «The Lancet» Річард Хортон заявив, що стаття була «цілком хибна» і персонал журналу був «обдурений» Вейкфілдом. Через три місяці після відкликання статті Вейкфілд був викреслений з Медичного Регістру Об'єднаного Королівства. Відтак йому заборонено практикувати медицину у Великій Британії.
У листопаді 2011 року у «British Medical Journal» були опубліковані оригінальні необроблені дані досліджень Вейкфілда. Аналіз показав, що на відміну від тверджень Вейкфілда, діти у його дослідженнях не мали запальної хвороби кишківника.
Дослідженная Вейкфілда і його заява про те, що вакцина проти кору, краснухи й паротиту може спричиняти аутизм, призвела до зменшення кількості вакцинованих у Сполучених Штатах, Великій Британії та Ірландії й відповідного росту кількості випадків захворювання на кір та паротит, а також серйозних ускладнень і смертей, спричинених цими хворобами. Його твердження про шкідливість вакцин суттєво вплинули на розвиток недовіри до вакцин взагалі, а також до нових спалахів вакцино-контрольованих захворювань. Вейкфілд продовжує захищати своє дослідження і висновки, він стверджує, що не вдавався до шахрайства або містифікацій, а також не мав з того жодного зиску. У лютому 2015-го він публічно відкинув усі обвинувачення і відмовився спростувати свої висновки.